# Maojiahua
Maojiahua (hua = idioma) es un idioma mixto del sudeste de China. Según Chen Qiguang (2013:32), "Maojiahua" (mau˥ka˥) también se conoce como "las personas Miao vestidas de verde/azul 青衣苗".
El Maojiahua es hablado por unas 200,000 personas de Au-Ka (Aoka 奥卡) de la etnia Miao en Chengbu, Suining, y Wugang en la parte sudoeste de Hunan, así como en Ziyuan y Longsheng en la zona norte de Guangxi.